# Винайдення традиції
Винайдення традиції (англ. Invention of tradition) — модерністська історична концепція, яка стала популярною після виходу однойменного збірника статей за редакції Ерика Гобсбаума і Теренса Рейнджера.
«Винайдення традиції» — одна з найвідоміших і найвпливовіших праць з історії ідей. У книжці на багатому фактичному матеріалі шотландської, англійської, британської, валлійської, колоніальної індійської та африканської історій проаналізовано, як винаходять нові та переформульовують старі традиції, видаючи їх за давні і сталі.
Термін «винайдена традиція» використовують у широкому, але цілком окресленому сенсі. Він охоплює як «традиції» власне винайдені, розроблені й формально запроваджені, так і ті, що з'являються менш помітно протягом якогось короткого періоду, може за кілька років, і поширюються дуже швидко.
Під «винайденими традиціями» у книжці маються на увазі культурні практики ритуального або символічного характеру, які ставили за мету легітимізувати інституції, виразити належність до спільноти та прищепити певні цінності й норми поведінки через повторюваність, що автоматично передбачає зв'язок з минулим, та через наголошування на історичній давності, часто фіктивній. Ці практики зазвичай прямо чи опосередковано обумовлені заведеними правилами і, як правило, прагнуть де тільки можна встановити зв'язок з відповідним історичним минулим. Промовистий приклад — свідомий вибір готичного стилю для відбудови британського парламенту у XIX столітті і так само свідоме рішення після Другої світової війни відновити парламентську залу за тим самим планом, який був раніше.
Уперше збірка «Винайдення традиції» вийшла 1983 року і відтоді витримала щонайменше 12 перевидань різними мовами. Українською мовою книжка з'явилася 2005 року у перекладі Миколи Климчука (друге видання — 2010 рік).

## Зміст
- Гобсбаум, Ерик. Вступ: винаходження традицій.
- Тревор-Роупер, Г'ю. Винайдення традиці: горська традиція Шотландії.
- Морґан, Прис. З небуття на поверхню: пошуки валлійського минулого в період романтизму.
- Кеннедайн, Дейвід. Контекст, виконання і значення ритуалів: британська монархія і «винайдення традиції» у 1820—1977 рр.
- Кон, Бернард. Репрезентування влади у вікторіанській Індії.
- Рейнджер, Теренс. Винайдення традиції в колоніальній Африці.
- Гобсбаум, Ерик. Масове традицієтворення: Європа, 1870—1914 рр.